# Scieurac-et-Flourès
 Scieurac-et-Flourès  es una población y comuna francesa, ubicada en la región de Mediodía-Pirineos, departamento de Gers, en el distrito de Mirande y cantón de Marciac.

## Demografía
| 80 | 77 | 51 | 72 | 62 | 50 |
| Para los censos de 1962 a 1999 la población legal corresponde a la población sin duplicidades (Fuente: INSEE [Consultar]) |    |    |    |    |    |